# Neoperla nitida
Neoperla nitida is een steenvlieg uit de familie borstelsteenvliegen (Perlidae). De wetenschappelijke naam van de soort is voor het eerst geldig gepubliceerd in 1950 door Kimmins.